# Rejnutrija
Rejnutrija (lat. Reynoutria), rod trajnica iz porodice dvornikovki (Polygonaceae). Na popisu je 6 vrsta porijeklom iz umjerene Azije. Neke vrste uvezene su u Europu (uključujući Hrvatsku) i Sjevernu Ameriku, to su sahalinska i japanska rejnutrija.

## Vrste
1. Reynoutria ciliinervis (Nakai) Moldenke
2. Reynoutria compacta (Hook.f.) Nakai
3. Reynoutria forbesii (Hance) T.Yamaz.
4. Reynoutria japonica Houtt., japanska rejnutrija
5. Reynoutria multiflora (Thunb.) Moldenke
6. Reynoutria sachalinensis (F.Schmidt) Nakai, sahalinska rejnutrija
7. Reynoutria ×bohemica Chrtek & Chrtková, češka rejnutrija, Europa s Hrvatskom